# كريستوفر هامرسلي
كريستوفر هامرسلي (4 يناير 1903 – 1994) هو مبارز بالسيف من المملكة المتحدة راحل، مثّل بلاده في الألعاب الأولمبية الصيفية 1936.

## روابط خارجية
كريستوفر هامرسلي على موقع أوليمبيديا (الإنجليزية)